# Przejście graniczne Użhorod-Vyšné Nemecké

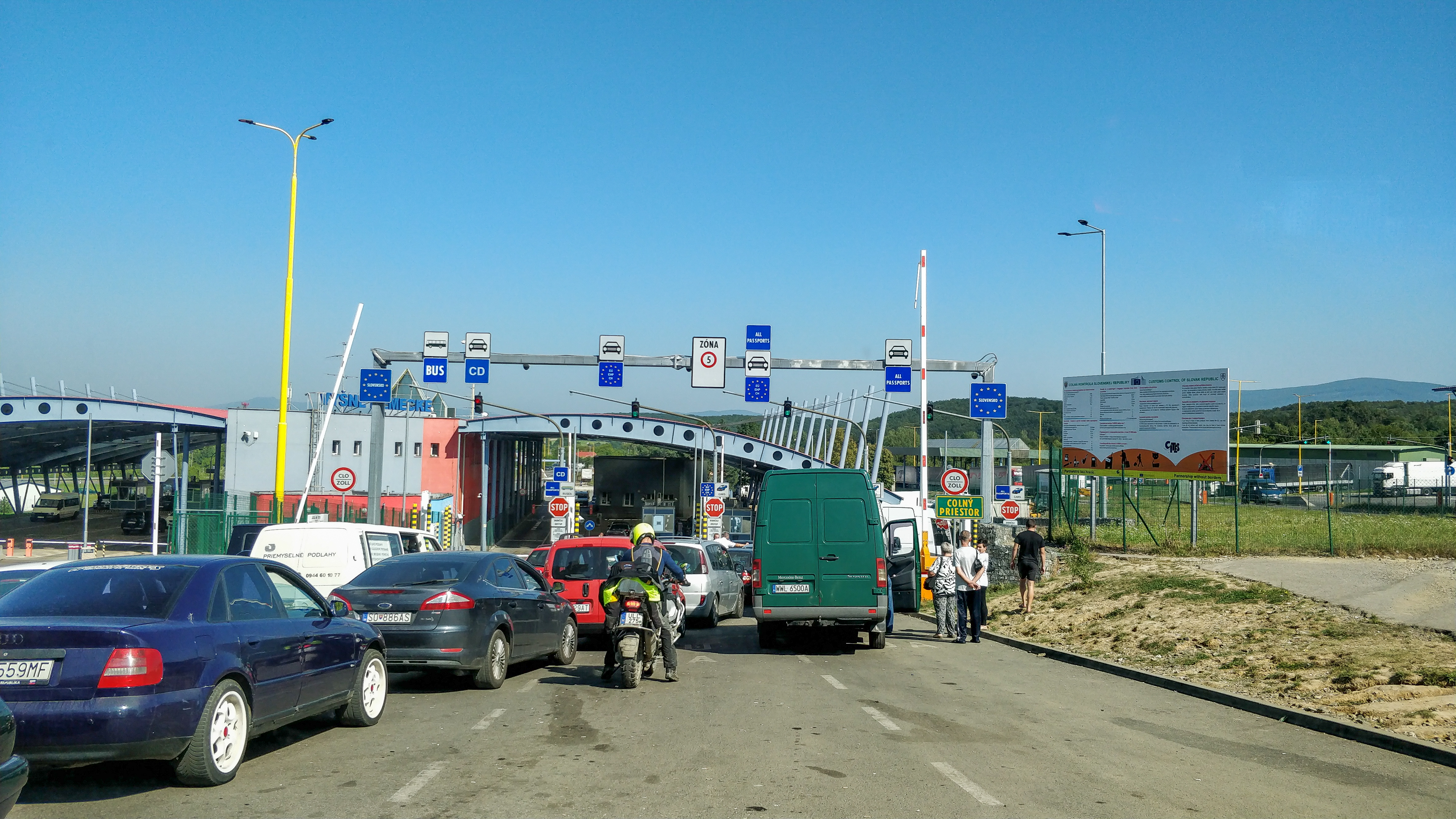
Kontrola po słowackiej stronie, w głębi kontrola ukraińska

Przejście graniczne Użhorod-Vyšné Nemecké - to międzynarodowe ukraińsko-słowackie drogowe przejście graniczne, położone w rejonie użhorodzkim obwodu zakarpackiego.
Jest to całodobowe przejście przeznaczone dla ruchu osobowego i oraz towarowego. 